# Waillet
Waillet (en wallon Wayet) est une section de la commune belge de Somme-Leuze située en Région wallonne dans la province de Namur. Le petit village de Waillet est composé de deux parties, Waillet le village d'origine et Le Clos Saint-Martin une cité située un peu plus au sud de Waillet même. C'était une commune à part entière avant la fusion des communes de 1977.
Le village possède un site Natura 2000.

## Évolution démographique
- Source: DGS, 1831 à 1970=recensements population, 1976= habitants au 31 décembre